# CAMK2D
CAMK2D (англ. Calcium/calmodulin dependent protein kinase II delta) – білок, який кодується однойменним геном, розташованим у людей на короткому плечі 4-ї хромосоми. Довжина поліпептидного ланцюга білка становить 499 амінокислот, а молекулярна маса — 56 369.
| 10         |  | 20         |  | 30         |  | 40         |  | 50         |
| ---------- |  | ---------- |  | ---------- |  | ---------- |  | ---------- |
| MASTTTCTRF |  | TDEYQLFEEL |  | GKGAFSVVRR |  | CMKIPTGQEY |  | AAKIINTKKL |
| SARDHQKLER |  | EARICRLLKH |  | PNIVRLHDSI |  | SEEGFHYLVF |  | DLVTGGELFE |
| DIVAREYYSE |  | ADASHCIQQI |  | LESVNHCHLN |  | GIVHRDLKPE |  | NLLLASKSKG |
| AAVKLADFGL |  | AIEVQGDQQA |  | WFGFAGTPGY |  | LSPEVLRKDP |  | YGKPVDMWAC |
| GVILYILLVG |  | YPPFWDEDQH |  | RLYQQIKAGA |  | YDFPSPEWDT |  | VTPEAKDLIN |
| KMLTINPAKR |  | ITASEALKHP |  | WICQRSTVAS |  | MMHRQETVDC |  | LKKFNARRKL |
| KGAILTTMLA |  | TRNFSAAKSL |  | LKKPDGVKES |  | TESSNTTIED |  | EDVKARKQEI |
| IKVTEQLIEA |  | INNGDFEAYT |  | KICDPGLTAF |  | EPEALGNLVE |  | GMDFHRFYFE |
| NALSKSNKPI |  | HTIILNPHVH |  | LVGDDAACIA |  | YIRLTQYMDG |  | SGMPKTMQSE |
| ETRVWHRRDG |  | KWQNVHFHRS |  | GSPTVPIKPP |  | CIPNGKENFS |  | GGTSLWQNI  |

A: Аланін

C: Цистеїн

D: Аспарагінова кислота

E: Глутамінова кислота

F: Фенілаланін

G: Гліцин

H: Гістидин

I: Ізолейцин

K: Лізин

L: Лейцин

M: Метіонін

N: Аспарагін

P: Пролін

Q: Глутамін

R: Аргінін

S: Серин

T: Треонін

V: Валін

W: Триптофан

Кодований геном білок за функціями належить до трансфераз, кіназ, серин/треонінових протеїнкіназ, фосфопротеїнів. 
Задіяний у таких біологічних процесах як поліморфізм, ацетиляція, альтернативний сплайсинг. 
Білок має сайт для зв'язування з АТФ, нуклеотидами, молекулою кальмодуліну. 
Локалізований у клітинній мембрані, мембрані, саркоплазматичному ретикулумі.